# Euonthophagus mostafatsairii
Euonthophagus mostafatsairii là một loài bọ cánh cứng trong họ Bọ hung (Scarabaeidae).